# Pápulas perladas

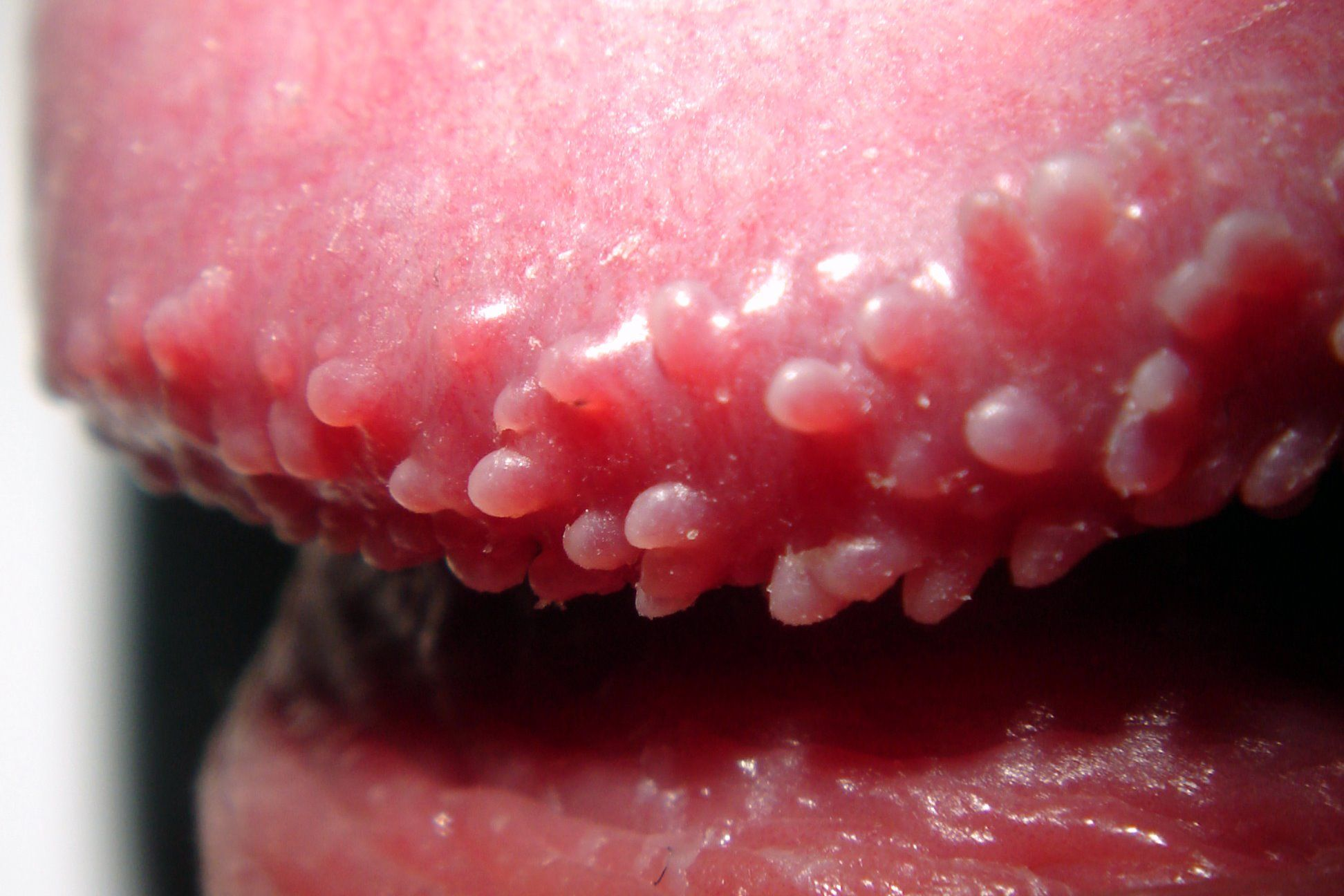
Glande amplificado, Hirsuties papillaris coronae

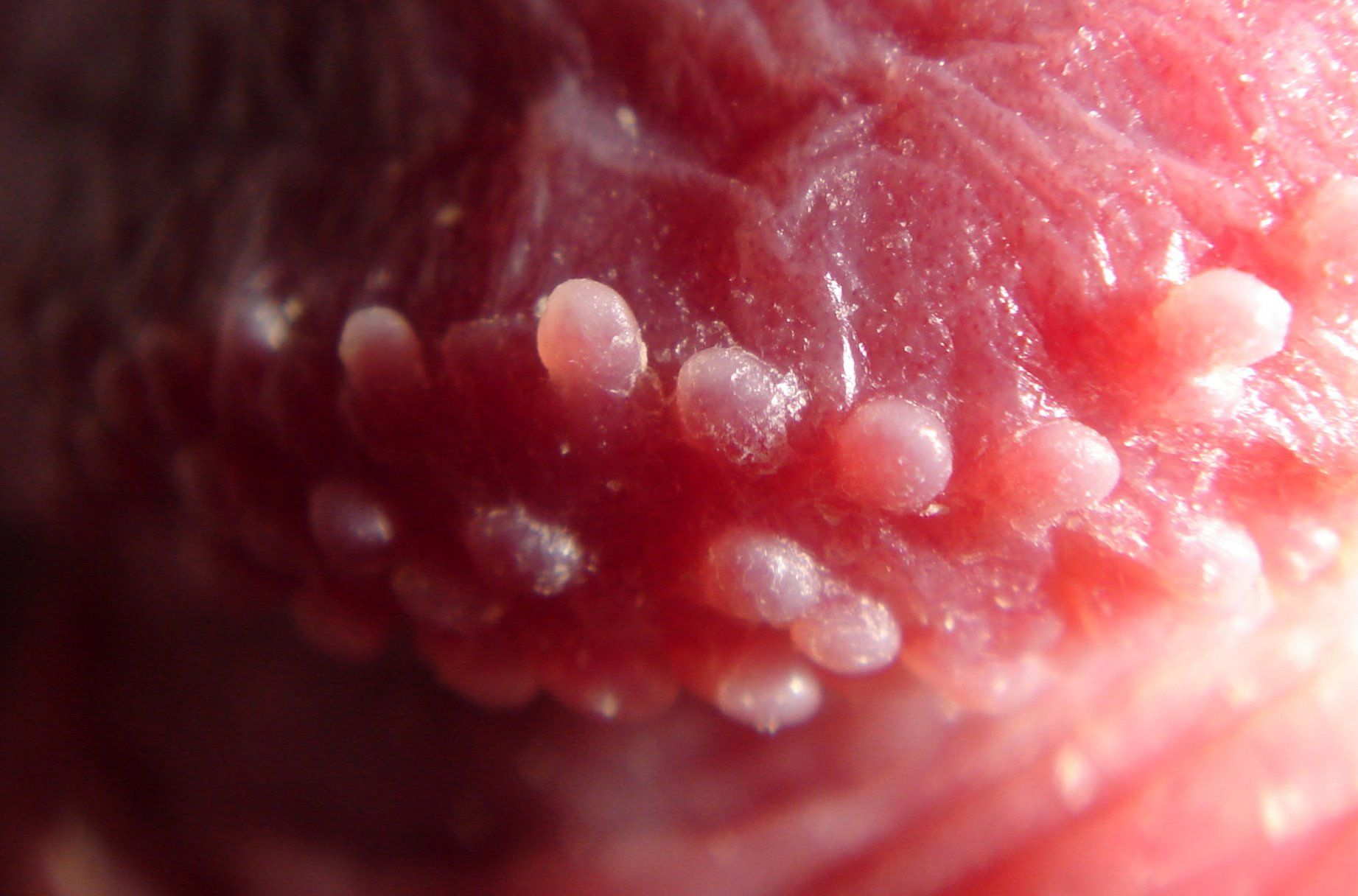
Hirsuties papillaris coronae, glande macro

Hirsuties papillaris genitalis (comúnmente conocidas como pápulas perladas) es una afección  dermatológica que se manifiesta en los hombres. Son pequeñas protuberancias hemisféricas o filiformes localizadas en la corona del glande (base del glande). Generalmente están distribuidas circunferencialmente en una o varias hileras a lo largo de la corona del glande y el surco coronal. Es raro que las pápulas se extiendan a otras partes del glande. Su tamaño varía de 1-2 mm y suelen ser de color carne, blancas o casi transparentes, y de aspecto brillante en muchos casos. 
Las pápulas perladas no son una enfermedad de transmisión sexual. Son consideradas una variante anatómica normal sin ningún potencial maligno.

## Etiología
Las pápulas perladas son un fenómeno fisiológico bastante frecuente, que se observa en el 14 a 48 % de los hombres. Por lo general suelen aparecer durante o después de la pubertad. Su aparición no está relacionada con la higiene personal o la actividad sexual. Ciertas investigaciones sugieren que estas son de tipo hereditario.[cita requerida]
Algunos estudios médicos han mostrado que las pápulas perladas se observan con mayor frecuencia en hombres jóvenes que no han sido circuncidados. En dichos estudios se ha encontrado una incidencia del 33,3 % en hombres incircuncisos y 7,1 % en hombres circuncisos. Las pápulas persisten durante toda la vida, pero su visibilidad tiende a disminuir conforme avanza la edad.
Originalmente se pensaba que las pápulas perladas eran las glándulas responsables de producir el esmegma, sin embargo el estudio histológico de las pápulas ha permitido determinar que estas son en realidad angiofibromas y no glándulas.
Mediante técnicas de amplificación de ADN se ha demostrado que las pápulas perladas no guardan relación con el virus del papiloma humano.
Las pápulas perladas con frecuencia son confundidas con verrugas genitales o condilomas acuminados. Incluso profesionales de salud con poco entrenamiento clínico pueden diagnosticarlas erróneamente como tales, debido a su similar apariencia.
Aunque las pápulas perladas no representan ningún riesgo de salud para el hombre o su pareja, a menudo son causa de preocupación o estrés, sobre todo en los adolescentes, por el temor a ser rechazados por la pareja.

## Presencia en otras especies
Se ha especulado que las pápulas perladas podrían ser vestigios evolutivos de las espinas penianas presentes en algunos primates, pero la evidencia no es concluyente.

## Tratamiento
Dado que no se trata de una enfermedad, sino una afección médica, las pápulas perladas no necesitan tratamiento médico. En internet se dice que las pápulas perladas se quita con pasta dental, pero no hay evidencia científica de que esto funcione y puede haber una infección. Debido al estrés y la ansiedad que producen al hombre su tratamiento es estético, su eliminación se realiza con Láser CO2